# Eurytoma manpurensis
Eurytoma manpurensis är en stekelart som beskrevs av Durgadas Mukerjee 1981. Eurytoma manpurensis ingår i släktet Eurytoma och familjen kragglanssteklar. Inga underarter finns listade i Catalogue of Life.